# Stereostratum
Stereostratum is een monotypisch geslacht van roesten uit de familie Pucciniaceae. Het bevat alleen Stereostratum corticioides.